# Placówka Straży Granicznej w Czelinie
Placówka Straży Granicznej w Czelinie – zlikwidowana graniczna jednostka organizacyjna Straży Granicznej realizująca zadania w ochronie granicy państwowej na granicy z Republiką Federalną Niemiec.

## Formowanie i zmiany organizacyjne
Placówka Straży Granicznej w Czelinie (PSG w Czelinie) z siedzibą w Czelinie, została powołana 24 sierpnia 2005 roku Ustawą z 22 kwietnia 2005 roku O zmianie ustawy o Straży Granicznej..., w strukturach Pomorskiego Oddziału Straży Granicznej w Szczecinie z przemianowania dotychczas funkcjonującej Strażnicy Straży Granicznej w Czelinie (Strażnica SG w Czelinie).
Od momentu wstąpienia Polski do Unii Europejskiej, 1 maja 2004 roku odcinek granicy ochranianej przez Pomorski Oddział Straży Granicznej stał się granicą wewnętrzną Unii. Dostosowując się do nowej sytuacji, 27 września 2007 roku wyłączono z systemu ochrony granicy państwowej Placówkę SG w Czelinie, powierzając jej rejon służbowej odpowiedzialności Placówce SG w Osinowie Dolnym 

## Ochrona granicy

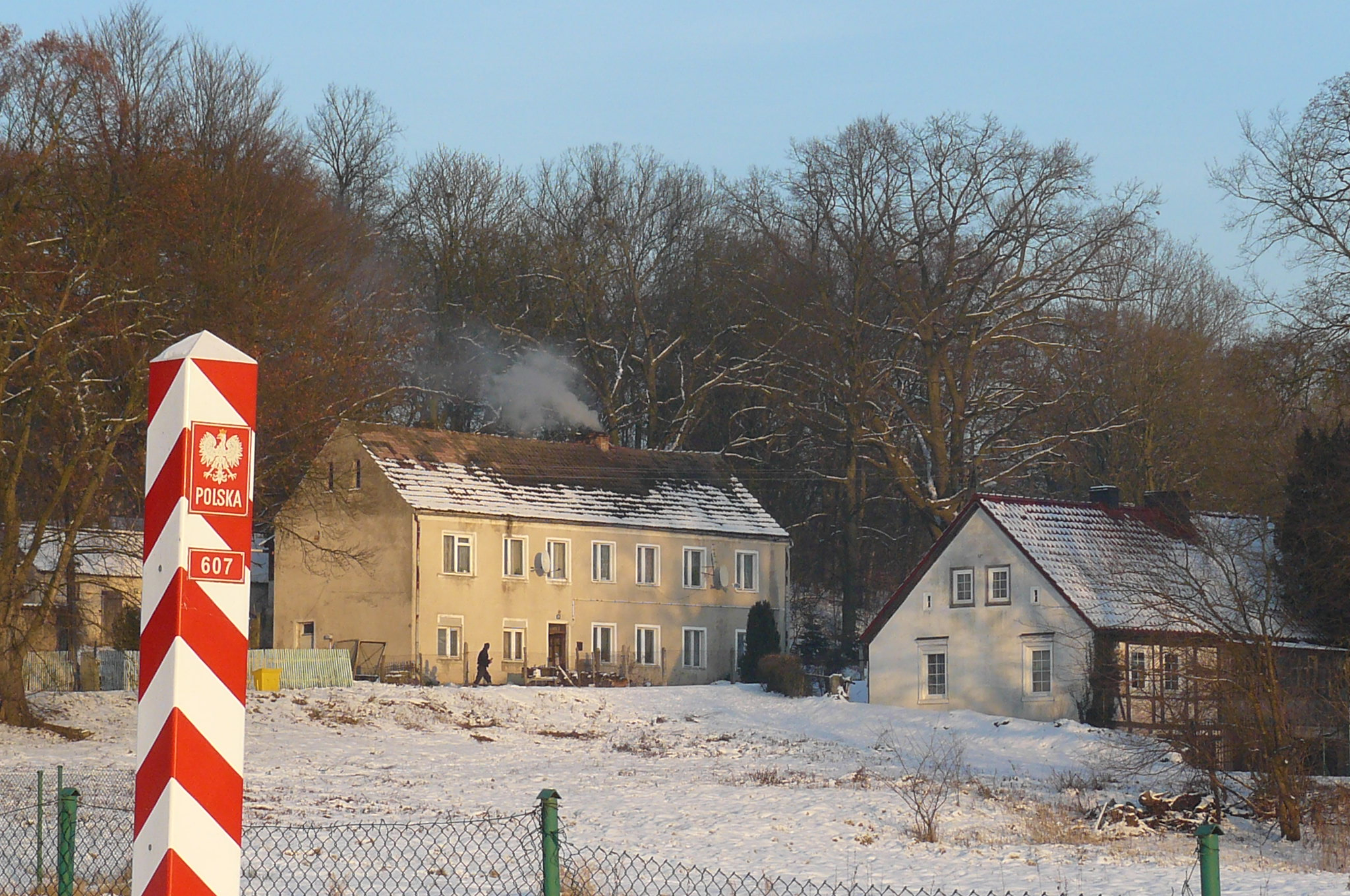
Granica polsko-niemiecka znak gran. nr 607 w Gozdowicach (styczeń 2013)

Placówka SG w Czelinie ochraniała odcinek granicy państwowej :
- Włącznie znak graniczny nr 568, wyłącznie znak gran. nr 615 – 24.08.2005.

### Placówki sąsiednie
- Placówka SG w Kostrzynie nad Odrą ⇔ Placówka SG w Osinowie Dolnym – 24.08.2005.

## Komendanci placówki
- Roman Tyszkiewicz
- mjr SG Dariusz Makowski (był 02.07.2007)[4].